# はくちょう座アルファ型変光星
はくちょう座α型変光星（はくちょうざアルファがたへんこうせい）は、非動径脈動を示す脈動変光星である。非動径脈動とは、恒星表面のある部分が膨張すると同時に他の部分が収縮することを意味する。スペクトル型はBまたはAの超巨星である。明るさの変化は通常0.1等級の桁で、脈動と同期する。複数の周期で脈動するため、不規則型と紛らわしいものもある。周期は通常、数日から数週間である。
この種類の変光星のプロトタイプは、デネブ（はくちょう座α星）であり、+1.21から+1.29まで明るさが変化する。この種類の変光星として他に有名なものには、オリオン座ε星、おおいぬ座η星、おおいぬ座ο2星、カシオペヤ座κ星等がある。